# الکساندر ایشیموا
الکساندر ایشیموا (انگلیسی: Aleksandra Ishimova; ۲۵ دسامبر ۱۸۰۴ – ۴ ژوئن ۱۸۸۱) نویسنده، نویسنده کودکان، مترجم، ناشر، آموزشگر، و ویراستار اهل امپراتوری روسیه بود.